# Centre international de ressources et d'innovation pour le développement durable
 (mai 2023).
Le Centre international de ressources et d'innovation pour le développement durable est une structure de gestion des connaissances et d’appui à l’innovation, dont le champ d’action porte sur la promotion et la gestion du changement en faveur d’un développement durable au niveau national et international.
Il a pour finalité de contribuer à l’émergence de nouveaux modèles de société, plus respectueux des êtres vivants dans leur diversité, des générations futures et de la planète.
Le CIRIDD a été créé le 1er janvier 2005 à Saint-Étienne à l'initiative de la région Rhône-Alpes, du Conseil général de la Loire, de la Communauté d'Agglomération Saint-Étienne Métropole, de l'École des Mines de Saint-Étienne, de l'Institut National des Sciences Appliquées de Lyon ainsi que d'entreprises de la région stéphanoise. Il a le statut d'association loi de 1901. Il a été reconnu d'intérêt général en juillet 2008.

## Objectifs
Le CIRIDD vise à engager les acteurs économiques, les collectivités et les réseaux dans l’appropriation et la mise en œuvre de processus collectifs de changement pour un développement durable.
Les modes de production et de consommation actuels démontrent chaque jour leurs limites (raréfaction des ressources naturelles, compétition centrée sur les prix, tensions sociales, impacts sur la santé, l’environnement...).
Or des modèles de développement et de coopération ancrés territorialement ouvrent des voies pour une Transition : l’économie circulaire, l’économie de fonctionnalité, l’écologie industrielle et territoriale, l’écoconception, le design, le recyclage, le réemploi, la revalorisation, l’innovation par les usages…
L’innovation et le droit à l’expérimentation sont des fers de lance du CIRIDD pour nourrir le dialogue, le décloisonnement des regards, la co-construction de solutions et l’engagement des acteurs. Les activités du CIRIDD se déploient à plusieurs échelles de territoire : régionale, nationale, internationale.

## Appui à l'innovation et animation territoriale
Le CIRIDD a pour objectif d’engager les parties prenantes d’un territoire dans des projets collaboratifs inscrits dans une perspective de développement durable. Ses actions visent à réunir les conditions favorables à la réussite du projet : vision, gouvernance, dynamique d’acteurs, changement des représentations, modèle économique, connaissance, innovation...
L’association s’inscrit ainsi dans une logique de système cherchant à associer l’ensemble des acteurs (collectivités, entreprises, associations, structures d’appui...), autour de projets intégrant et interrogeant les problématiques sociales, environnementales et économiques, au cœur des exigences d’un modèle de société durable.

## Veille, études et prospectives
Pour porter de nouveaux projets de société et favoriser la prise de responsabilité et le changement au sein des organisations et des territoires, le CIRIDD conduit une activité de veille et de prospective basée sur la transition économique et écologique.
Les productions sont diffusées sous forme de rapports, de notes et d’études sur des sujets tels que « Vers une économie de la fonctionnalité à haute valeur environnementale et sociale en 2050  », « Nouveaux modes de fabrication, d’usage et de coopération, sillons d’une transition en cours ? », « Le métabolisme urbain : un tour d’horizon des concepts et des outils »...

## Réalisations du centre international de ressources
Le CIRIDD développe et anime des plateformes collaboratives, au bénéfice de projets, positionnant l’association comme une structure de production et de gestion des connaissances de dimension internationale. Ainsi, le CIRIDD se positionne en animateur de communautés d'intérêt.
Le CIRIDD a notamment développé le site www.construction.eu qui traite de la construction durable (green building en anglais) au niveau européen (7 portails en 2013). Le Réseau en compte douze aujourd’hui, fédérées au sein d’une plateforme internationale en anglais : France, Allemagne, Espagne, Lituanie, Italie, Roumanie, Belgique, Luxembourg, Maroc, Algérie. Un partenariat avec CABR (Pékin) signé à l’occasion de la COP22 à Marrakech a permis de lancer la plateforme chinoise en mars 2017.